# Consiglio metropolitano
Nell'ordinamento italiano il Consiglio metropolitano è l'organo di indirizzo e controllo della città metropolitana, ente territoriale entrato in vigore in Italia il 1º gennaio 2015.

## Composizione e modalità di elezione
Il consiglio metropolitano è composto dal sindaco metropolitano e da: 
- ventiquattro consiglieri nelle città metropolitane con popolazione residente superiore a 3 milioni di abitanti, ossia Roma, Milano e Napoli;
- diciotto consiglieri nelle città metropolitane con popolazione residente superiore a 800.000 e inferiore o pari a 3 milioni di abitanti;
- quattordici consiglieri nelle altre città metropolitane, ossia Reggio Calabria, Messina e Cagliari.

La legge del 7 aprile 2014 n. 56 recante "Disposizioni sulle città metropolitane, sulle province, sulle unioni e fusioni di comuni" stabilisce che il consiglio metropolitano è eletto a suffragio ristretto dai sindaci e dai consiglieri comunali dei comuni della città metropolitana. Sono eleggibili a consigliere metropolitano i sindaci e i consiglieri comunali in carica. La cessazione dalla carica comunale comporta la decadenza da consigliere metropolitano. L'elezione avviene sulla base di liste concorrenti, composte da un numero di candidati non inferiore alla metà dei consiglieri da eleggere, sottoscritte da almeno il 5 per cento degli aventi diritto al voto. Il consiglio metropolitano è eletto con voto ponderato a seconda della popolosità del comune rappresentato, attribuito a liste di candidati concorrenti in un unico collegio elettorale corrispondente al territorio della città metropolitana, tramite sistema proporzionale con metodo D'Hondt e voto di preferenza.
Il consiglio metropolitano dura in carica cinque anni. In caso di rinnovo del consiglio del comune capoluogo, però, si procede a nuove elezioni del consiglio metropolitano entro sessanta giorni dalla proclamazione del sindaco del comune capoluogo. Il combinato di queste disposizioni farà sì che a regime, ad eccezione della prima applicazione, le elezioni metropolitane seguiranno sempre quelle comunali del capoluogo.
Al realizzarsi di ben precise condizioni, tra cui l'articolazione del territorio del comune capoluogo in più comuni, la legge del 7 aprile 2014 n. 56 consente la possibilità che lo statuto della città metropolitana preveda l'elezione a suffragio universale del sindaco e del consiglio metropolitano con il sistema elettorale che dovrà essere determinato con legge statale. In alternativa a quanto sopra, per le sole città metropolitane con popolazione superiore a tre milioni di abitanti, è condizione necessaria affinché si possa far luogo ad elezione del sindaco e del consiglio metropolitano a suffragio universale che lo statuto della città metropolitana preveda la costituzione di zone omogenee e che il comune capoluogo abbia realizzato la ripartizione del proprio territorio in zone dotate di autonomia amministrativa.

### In Sicilia
In Sicilia le tre città metropolitane sono disciplinate dalle leggi regionali  n.8/2014 e n.15/2015 (con successive modifiche e integrazioni).
- Palermo e  Catania - 18 consiglieri
- Messina - 14 consiglieri

## Funzioni
Il consiglio metropolitano propone alla conferenza metropolitana lo statuto e le sue modifiche, approva i regolamenti, i piani e i programmi; approva o adotta ogni altro atto ad esso sottoposto dal sindaco metropolitano ed esercita le altre funzioni attribuite dallo statuto. Su proposta del sindaco metropolitano, il consiglio adotta gli schemi di bilancio da sottoporre al parere della conferenza metropolitana. A seguito del parere espresso dalla conferenza metropolitana con i voti che rappresentino almeno un terzo dei comuni compresi nella città metropolitana e la maggioranza della popolazione complessivamente residente, il consiglio approva in via definitiva i bilanci dell'ente.

## Organizzazione
- Sindaco metropolitano, ha autonomi poteri di direzione dei lavori e delle attività del consiglio, nonché di convocazione del medesimo.
- Commissioni consiliari, hanno funzioni consultive, o di controllo, di indagine o conoscitive.
- Gruppi consiliari, composti da consiglieri di uno stesso orientamento politico.
- Conferenza dei capigruppo, costituita dai rappresentanti dei vari gruppi consiliari, è presieduta dal sindaco metropolitano. Ha lo scopo di coordinare e programmare i lavori del Consiglio.